# Vila do Bispo
Vila do Bispo es una localidad portuguesa del distrito de Faro, región del Algarve, con cerca de 1000 habitantes. 
Es sede de un municipio con 178,99 km² de área y 5717 habitantes (2021), subdividido en cuatro freguesias. El municipio limita al norte con el municipio de Aljezur, al nordeste con Lagos y al suroeste tiene el litoral del océano Atlántico.

## Demografía
| Gráfica de evolución demográfica de Vila do Bispo entre 1864 y 2021 |
|                                                                     |
| Datos según el nomenclátor publicado por el INE portugués.          |

## Organización territorial
El municipio de Vila do Bispo está formado por cuatro freguesias:
- Barão de São Miguel
- Budens
- Sagres
- Vila do Bispo e Raposeira

## Festividades
- Fiesta local: 21 de enero.